# モルガナイト
モルガナイト（morganite）は、淡赤紫色の緑柱石（ベリル）である。呈色はマンガン（Mn）に由来する。

## 名前の由来
1910年に宝石学の権威、G. P. クンツ（George Frederick Kunz）が、宝石コレクターであったモルガン財閥の創始者ジョン・モルガンの功績をたたえて命名した。
ジュエリーブランドのブシュロンがモルガナイトを使用したジュエリーを発表している。20カラットのリングで900万円ほどで販売されている。

## その他
マダガスカルやアメリカのパラ地区が産地で、ローズベリルやボロビエバイトとも呼ばれる。